# Liga Suprema de Ucrania 1994-95
La Liga Suprema de Ucrania 1994-95 fue la cuarta edición del campeonato de fútbol de máximo nivel en Ucrania. Dinamo Kiev ganó el campeonato.

## Tabla de posiciones
|     | Equipo                       | Pts | PJ | PG | PE | PP | GF | GC |
| --- | ---------------------------- | --- | -- | -- | -- | -- | -- | -- |
| 1.  | Dinamo Kiev                  | 83  | 34 | 25 | 8  | 1  | 87 | 24 |
| 2.  | Chernomorets Odessa          | 73  | 34 | 22 | 7  | 5  | 62 | 29 |
| 3.  | Dnipro Dnipropetrovsk        | 65  | 34 | 19 | 8  | 7  | 60 | 33 |
| 4.  | Shajtar Donetsk              | 62  | 34 | 18 | 8  | 8  | 52 | 29 |
| 5.  | Tavriya Simferopol           | 59  | 34 | 17 | 8  | 9  | 61 | 37 |
| 6.  | Kryvbas Kryvyi Rih           | 48  | 34 | 13 | 9  | 12 | 35 | 30 |
| 7.  | Torpedo Zaporizhya           | 48  | 34 | 15 | 3  | 16 | 49 | 49 |
| 8.  | Karpaty Lviv                 | 45  | 34 | 12 | 9  | 13 | 32 | 36 |
| 9.  | Metalurg Zaporizhia          | 43  | 34 | 11 | 10 | 13 | 47 | 42 |
| 10. | Kremin Kremenchuk            | 42  | 34 | 12 | 6  | 16 | 42 | 54 |
| 11. | Prykarpattya Ivano-Frankivsk | 41  | 34 | 11 | 8  | 15 | 40 | 52 |
| 12. | Nyva Ternopil                | 38  | 34 | 11 | 5  | 18 | 40 | 44 |
| 13. | SK Mykolaiv                  | 38  | 34 | 11 | 5  | 18 | 33 | 59 |
| 14. | Nyva Vinnytsia               | 37  | 34 | 10 | 7  | 17 | 38 | 51 |
| 15. | Volyn Lutsk                  | 36  | 34 | 11 | 3  | 20 | 29 | 58 |
| 16. | Zarya-MALS Lugansk           | 35  | 34 | 10 | 5  | 19 | 35 | 70 |
| 17. | Temp Shepetivka              | 34  | 34 | 10 | 4  | 20 | 31 | 41 |
| 18. | Veres Rivne                  | 31  | 34 | 8  | 7  | 19 | 28 | 63 |

|  | Campeón de Ucrania y clasificado a la ronda previa de la Liga de Campeones |
|  | Ronda previa de la Copa de la UEFA                                         |
|  | Ronda previa de la Recopa de Europa                                        |
|  | Descenso a la Persha Liha                                                  |